# Lee Jung-soo
Lee Jung-soo ((이정수?, 李正秀?); Gimhae, 8 gennaio 1980) è un ex calciatore sudcoreano, di ruolo difensore.

## Carriera

### Nazionale
Convocato per i campionati del mondo del 2010, svoltisi in Sudafrica, segna in Corea del Sud-Grecia il gol dell'1-0 (partita poi vinta dai coreani per 2-0). Nella medesima rassegna mette a segno il secondo gol personale in Corea del Sud-Nigeria, finito 2-2.

## Palmarès
- Campionato sudcoreano: 1

Bluewings: 2008
- Coppa della Corea del Sud: 1

Bluewings: 2008
- AFC Champions League : 1

Al-Sadd:2011